# Parzival (verses regény)
A Parzival Wolfram von Eschenbach verses regénye, mely az Arthus-regények műfajába sorolható. A valószínűleg 1200 és 1210 között keletkezett középfelnémet nyelvű mű 25 000, párosan rímelő sorból áll. A középkor irodalmi hagyománynak megfelelően a verses regénynek eredetileg nem volt címe, a Parzival elnevezés a 19. századból származik. Szintén a 19. századi szövegkiadásból származik a mű felosztása 16 könyvre. A lovagregény a középkor legfontosabb irodalmai témáit dolgozza fel (lovagszerelem – középfelnémet minne, kalandozások – középfelnémet aventiure, uralkodói és lovagi erények, vallási kérdések). A mű egyik sajátossága, hogy ezeket a témákat Wolfram gyakran kritikus-ironikus hangvételben tárgyalja. Cselekménye sokszereplős és meglehetősen bonyolult. A lovagregény két főhőse Parzival és Gawan lovagok, legfontosabb cselekményszála a Szent Grál keresése. 
A mű egyik forrása minden bizonnyal Chrétien de Troyes Perceval című lovagregénye lehetett, ez különösen a III–XII. könyveknél kimutatható. Wolfram ezenkívül felhasznált történeti forrást (12. századi német Császárkrónika – Kaiserchronik) és további irodalmi műveket is (Konrad német Roland-énekét, Eilhart von Oberg Tristrant című művét, a Nibelung-éneket) a Parzival megíráshoz.

## A Parzival és a Perceval közötti különbségek
Wolfram Parzivalja minden bizonnyal Chrétien de Troyes befejezetlen verses regénye (Li Contes del Graal ou Le roman de Perceval – A Grál története, avagy Perceval regéje) alapján készült, a német költő azonban jelentős átdolgozta és kiegészítette a francia szöveget. Igaz, Wolfram a Parzival bevezetőjében kimondottan utal Chrétien de Troyes-ra, és tagadja, hogy a francia szerző ihlette volna a Parzivalt. Helyette „Kyot” nevezi meg a történet forrásaként, azonban az irodalomtudomány mai napig nem tudta azonosítani az említett szerzőt, így valószínű, hogy mind a szerzőt, mind a forrást csupán Wolfram találta ki.  
Wolfram von Eschenbach és Chrétien de Troyes művének hossza is jelentősen eltér: előbbi közel 25 000 sorból, utóbbi alig 9500 sorból áll. Ennek oka amellett, hogy Chrétien műve csupán töredék – hogy Wolfram teljesen új cselekményszálakat illesztett a műbe (Parzival apjának Gahmuretnek a története, Parzival találkozása féltestvérével, Feirefizcel), szereplői hosszabb párbeszédeket folytatnak egymással, és az elbeszélő rendszeresen szól az olvasókhoz, magyarázza, értelmezi a cselekményeket.

## Fontosabb szereplők

### Parzival
Parzival a mű főhőse, Wolfram helyenként utal is alakjának kiemelt fontosságára a szövegben. Nevének jelentése az ófranciában: keresztül, teljesen áthatolva. Apja Gahmuret, anyja Herzeloyde, így apja révén a kerekasztal lovagjaival áll rokonságban, anyja révén a Grál őrzőivel. Unokatestvére Soltane, apja, Gahmuret révén féltestvére Feirefiz.

### Gawan
Gawan a lovagregény második főhőse, Lot király és Sangive királynő gyermeke, anyja révén Artúr király unokaöccse.

### Artúr
Artúr király, Utepandraguns fia. Felesége Ginover, közös gyermekük Ilinot. Artúr király a világi kerekasztal lovagjainak a feje, egyedül ő jogosult a kerekasztalhoz csatlakozni kívánókat lovaggá ütni.

### Anfortas
Anfortas Frimutel fia és Titurel unokája. Frimutel és Titurel korábban a Grál királyának tisztségét töltötték be. Anfortas Orgeluse szerelméért küzdött, ennek során megsebesítette egy lándzsa, az így ejtett seb azonban nem tud begyógyulni, így Anfortas folyamatosan szenved. Szenvedése a Grál lovagi közösségére is hatással van, ugyanis a király szenvedése miatt a lovagok is szenvednek. Anfortas szenvedését egyedül a Grál bemutatása tudja enyhíteni, enélkül belehalna korábban szerzett sérülésébe.

### Trevrizent
Trevrizent – Anfortas testvére – egy jámbor remete, aki egy egyedül él az erdőben, miután elhagyta a Grál lovagok közösségét. Trevrizent vezeti be Parzivalt a Grál rejtelmeibe és fedi fel neki a keresztény hit alapvető igazságait.

### Orgeluse
A második legszebb nő a történetben, Condwiramurs, Parzival felesége után. Orgeluse nem áll más szereplőkkel rokonságban, közvetett módon miatta kell Anfortasnak szenvednie. Orgelusét Gawan ostromolja szerelmével, a hölgy azonban nagyrészt elutasító a lovaggal szemben.  

### Gahmuret
Parzival apja, Artúr király távoli rokona. Közel-keleti kalandozásai során Belacane királynőtől születik első fia, Feirefiz, majd miután visszatér Európába, Herzeloydétől második fia, Parzival.

### Belacane
„Szerecsen” királynő, akit szorongatott helyzetéből Gahmuret szabadítja ki. Gahmuret azonban nem marad vele, egyrészt, mivel újabb kalandokra vágyik, másrészt, mivel Belacane nem keresztény. 

### Herzeloyde
Herzeloyde Anfortas testvére és Gahmuret második felesége. Gahmurettel való házasságát egy lovagi torna után jogi úton kényszeríti ki. Miután férje haláláról értesül, Parzivallal és udvartartásával egy erdőbe vonul, attól tart ugyanis, hogy fia apjához hasonlóan halálos kimenetelű lovagi kalandokba keveredik. Középfelnémet nevének jelentése: szívfájdalom. 

### Feirefiz
Parzival feltestvére, anyja Belacane révén nem keresztény vallású. Feirefiz a mű végén feleségül veszi a Grált bemutató Repanse de Schoy-ét, keresztény hitre tér és Indiába költözik. Wolframnál tőle származnak János pap országának uralkodói.

### Condwiramurs
Parzival felesége, a történetben a legszebb nő. Orgeluséhez hasonlóan a lovagregény többi szereplőjével nincsen rokonságban. Parzival a IV. könyvben menti meg Clamidestől. Közös gyermekük Loherangrin és Kardeiß.    

## Cselekmény[1]

### Prológus (I. könyv)
A Parzival a szarka hasonlattal kezdődik, mely a szarka két színből álló tollazatát veszi alapul egy etikai kérdés megvilágítására. Wolfram szerint ugyanúgy, ahogy a szarka tollazatában a sötét és a világos tollak között átmenet van, az emberi tettek sem lehet kizárólag a jó (teljes odaadás) és rossz (ingatagság) kategóriájába besorolni. 
Wolfram a lovagi eposz célközönségét és központi témáját is meghatározza. A lovagok a lovagiasság nemes eszméit ismerhetik meg a műből, a hölgyek pedig a szerelem (középfelnémet minne) és tisztelet kifejezésére kapnak példázatot. Wolfram azokat az erényeket énekli meg művében, melyet Parzival kalandozásai során keres, mégpedig a becsületet, a hűséget és az alázatosságot. 

### Előtörténete: Gahmuret kalandjai (I–II. könyv)
Az első cselekményszál Parzival apja, Gahmuret történetét mutatja be. Gahmuret Gandin, Anschouwe (francia Anjou) királyának másodszülött fia, aki apja halála után a középkori francia jogrend (primogenitúra) szerint nem örököl semmit, ezért lovagként próbál szerencsét a Közel-Keleten. Először Bagdad kalifájának, Barouc von Baldac szolgálatába szegődik és így jut el Zazamanc országába. Itt a sötét bőrű (szerecsen) Belacane királynőnek siet segítségére a várát ostromló lovagok ellen. Az ostromlókat sikeresen elüldöző Gahmuret feleségül veszi Belacanét és a házasság révén Zazamanc és Azagouc királya lesz. Közös gyermekük Feirefiz, aki apja révén a később születendő Parzival féltestvére lesz. Gahmuret újabb kalandokat keresve visszatér Európába, Spanyolországba, majd innen Walesbe megy, ahol Kanvoleis közelében egy lovagi tornán  vesz részt és megnyeri Herzeloyde kezét és Waleis és Norgals koronáját. Gahmuretre azonban Franciaország királynője Amfize is jogot formál. A vitát bíróság dönti el és Herzeloydének ítélik Gahmuretet. Gahmuret kiköti, hogy a házasság után is joga legyen lovagi kalandokban részt venni. Visszatér Közel-Keletre és újra a kalifa szolgálatába áll. Itt halálosan megsebesül, mivel gyémántsisakját egy bakkecske vérbe mártott varázslándzsa átszúrja. Herzeloyde férje halálhírének hallata után két héttel megszüli Parzivalt. 
Gahmuret így egyik gyermeke születést semmi éri meg, miután mindkét feleségét a házasságkötés után elhagyta. 

### Parzival ifjúsága és neveltetése (III–V. könyv)

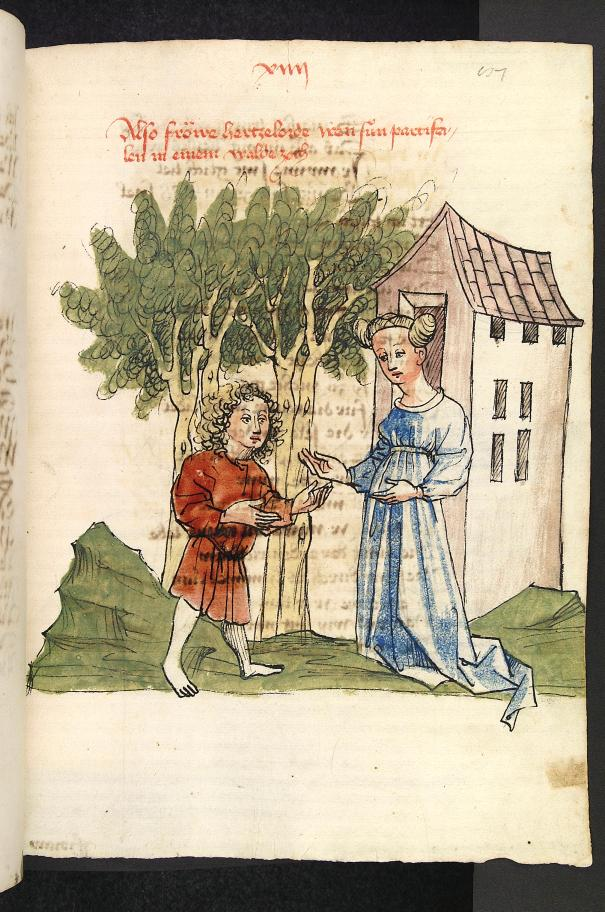
Herzoleyde és az ifjú Parzival Soltane erdejében (Bibliotheca Palatina 339., 1. könyv, 87r oldal)

Miután Herzeloyde értesül Gahmuret haláláról, Parzivallal és az egész udvartarásval együtt visszavonul egy magányos erdőbe, Soltanébe. Herzeloyde fiát a világtól elzárva neveli, ugyanis attól fél, hogy hasonló sorsa jut mint apja, Gahmuret. Parzival egyetlen szórakozása a madárvadászat, melyhez egy dárdát is farag. Herzeloyde nevét és származást is eltitkolja fia előtt, Parzival származásról unokatestvérétől, Sigunétől értesül. Herzeloyde tudatosan tartja távol Parzivalt az erdőn kívüli világtól, aminek eredményeképpen fia az uralkodóktól és lovagoktól elvárt társadalmi, erkölcsi és katonai ismeretekre sem tesz szert. Parzivalt ennek ellenére is később befogadják az udvari körökbe, melyet különösen szép külsejének, rátermettségének és erejének köszönhet. 
Herzeloyde terve, hogy Parzivalt távolt tartsa a lovagi világ veszélyeitől és csábításaitól mégsem sikerül, ugyanis Parzival véletlenül találkozik Artúr király udvarába tartó lovagokkal, akikről először azt hiszi, hogy isteni lények. A lovagokkal való beszélgetés után Parzival is lovaggá szeretne válni és elindul Artúr király udvarába. Herzeloyde abban reménykedik, hogy Parzival az udvarnál szerzett rossz tapasztalatok miatt visszatér majd hozzá. Herzeloyde Parzival visszatérést azzal is megpróbálja elősegíteni, hogy egy bolond ruházatát adja rá és olyan tanácsokkal látja el, ami miatt majd úgyis nevetségessé válik a lovagi udvarnál és visszatér hozzá. Többek között azt tanácsolja neki, hogy a nőket azonnal csókolja meg.  
Herzeloyde nem tudja feldolgozni, hogy fia elhagyja és belehal fájdalmába. 
Parzival hiányos neveltetése Soltane erdejének elhagyása után az események olyan szerencsétlen láncolatát indítja el, mely Parzivalban nem is tudatosul. Parzival kalandozásai során egy sátorhoz érkezik, ahol egy elkelő hölgy, Jeschute időzik. A lovagi udvarlás (minne) ismeretének hiányában Jeschutét brutálisan leteperi, megerőszakolja és elrabolja ékszereit. Jeschute számára ez az eset személyes tragédiával végződik: Jeschute férje, Orilus nem hisz felesége ártatlanságában és házasságtörőként eltaszítja magától. 
Parzival megérkezik Arthúr udvarához, ahol kinevetik bolond öltözéke miatt, de csodálják különleges szépségét. Itt párharcba keveredik Itherrel, akit páncélzatának színe miatt vörös lovagnak neveznek. Parzival lovagiatlan módon győzi le ellenfelét, Ithert, ugyanis saját faragású dárdájával halálos sebet ejt a fején. A párbaj győzteseként megszerzi Ither lovát és páncélzatát, innentől fogva őt nevezik a „vörös lovagnak”. Mint később kiderül Ither Parzival közeli rokona volt. Parzival a ló és a páncélzat megszerzésével lovagnak érzi magát, bár a páncélzat alatt továbbra is hordja az anyjától kapott udvari bolond öltözetet. 
Parzival innen Gurnemanz herceg udvarába, Graharzba megy, itt válik belőle igazi lovag. Gurnemanz megtanítja Parzivalnak a lovagi viselkedés alapjait (keresztény istentisztelet, „udvariasság”, testápolás) és a lovagi harcmodort. Parzival ennek hatásra megszabadul a bolond öltözéktől és alkalmassá válik akár uralkodói szerep betöltésre is. Gurnemaz kifejezetten megtiltja Parzivalnak, hogy felesleges kérdéseket tegyen fel. Gurnemanzot lenyűgözi Parzival szépsége és ereje ill. a nemrég tanult udvari viselkedési formák tökéletes gyakorlati alkalmazása, ezért azt szeretné, vegye feleségül lányát, Liazét. Erre azonban nem kerül sor, ugyanis Parzival újra vándorútra kel. Bár megígéri Gurnemanznak, hogy visszatér, ígéretét nem tarja meg. 
Parzival lovagi erényeiről tanúságot tesz, amikor Condwiramurs királynőt megszabadítja az őt ostromló lovagoktól. Ezzel elnyeri Condwiramurs kezét és királyságát. Miután rendet tesz az országban Condwiramurs engedélyével, közös gyermekük megszületése előtt elhagyja a királyságot. 

### Parzival a Grál kastélyban (V–VI. könyv)
Parzival kalandozásai során Brumbane tavához ér, szállást keresve. A vízpart közelében egy csónakon tartózkodó halász egy közeli kastélyra (várra) hívja fel a figyelmét, ahol megszállhat. A várban furcsa események sorozatával szemebsül Parzival. A vár legénysége örül Parzivalnak, ugyanakkor mély gyász jeleit is mutatják. A vár dísztermében Parzival újra találkozik a halásszal, aki nem más, mint a vár ura, Anfortas. Anfortas súlyos betegségben szenved, fájdalmainak enyhítésére aloefát égetnek a vár tűzhelyein. Étkezés előtt egy vérző lándzsát hordanak körbe, aminek hatására az egybegyűltek hangos jajveszékelésbe kezdenek. Ezután 24 fiatal nemes lány bonyolult szertartás keretében bevonul a terembe és elhelyezi az asztalon az értékes evőeszközöket.  Ezután Repanse de Schoye  királynő behozza a Grált, mely a szokásos ikonográfiával szemben nem egy kehely, hanem egy kő. A Grál terülj-terülj asztalkámként csodát tesz és étellel és itallal látja el az egybegyűlteket. A lakoma végén Anfortas odaajándékozza Parzivalnak értékes kardját, remélve, hogy az eseményeket nem kommentáló lovag rákérdez a király betegségére. Ezzel ugyanis Parzival megválthatta volna Anfortast szenvedéseitől. Mivel Gurnemanz az udvari etikettel ellentétesnek nevezte a kérdezősködést, Parzival a különleges ceremóniára és Anfortas betegségére sem kérdez rá. 
Másnap a vár teljesen elhagyatott, a legénység és a vacsora résztvevői nyomtalanul eltűntek. Parzival még a lovagok patanyomait sem találja. Egy erdőn át haladva másodszor találkozik Sigunéval, aki elárulja neki, hogy Munsalvaesche várban járt Anfortasnál. Amikor Parzival beismeri, hogy egyetlen együttérzést kifejező kérdést sem tett fel a lakoma alatt, Sigune becstelennek nevezi és megátkozza. Parzival ezután második alkalommal találkozik Jeschutéval. Parzival Jeschute férjének, Orilusnak megesküszik, hogy feleségével nem volt szerelemi viszonya, így Orilus Jeschutét újra magához veszi. 
Itt jelenik meg először a történetben Gawan, Artúr király unokaöccse, aki Wolfram leírása szerint a harcban bátor, nemesi erényekkel rendelkező lovag. 
Parzival egy éjszakát egy erdőben tölt és bár nyár van, hirtelen elkezd esni a hó. Másnap a fehér hótakaróan három vércsepp jelenik meg, aminek látványa Parzivalnak eszébe juttatja feleségét, Condwiramurst. Parzival ezután transzba esik, az elragadtatott állapot csak akkor szűnik meg, amikor Gawan a vércseppeket ruhájával takarja el.   
Parzival újra elmegy Arthúr király lovagi társasághoz, ezúttal fel is veszik a kerekasztal lovagjainak körébe. Parzival számára ez lovagkarrierjének betetőzést jelenti. A lovagok lakomára gyűlnek össze, ami eleinte teljes harmóniában és egyetértésben zajlik. A különösen csúf Cundrie la Surziere (francia surziere – varázsló), aki a Grál egyik követe azonban Parzivalt megátkozza, felhánytorgatja sikertelen szereplését a Grál kastélyban és jelenlétét Artúr lovagjai között szégyennek nevezi. 
Parzival felületes istenfelfogását jól mutatja, hogy véleménye szerint a Grálkastélyban azért nem tudta Anfortast megváltani a megfelelő kérdés feltételével és azért kell Cundrie szitkozódásait elviselni, mivel Isten nem tett elege kötelességének és nem gondoskodott róla, az Istent hűen szolgáló lovagról.  
Cundrie elmeséli, hogy Schastelmarveile várában több száz nemes lányt és asszonyt tartanak fogva köztük Gawan és Artúr közeli rokonait. Gawant Kingrimursel azzal vádolja meg, hogy galád módon megölte Asculan királyát. A vádaskodások és sértések miatt Gawan és Parzival is elhagyja a kerekasztal lovagjait. 
Parzival hosszú vándorútra indul, hogy megkeresse a Grált, Gawan Schanpfanzuba indul, hogy egy istenítéletnek számító bajvíváson vegyen részt. 

### Gawan kalandjai (VII–VIII. könyv)
Gawan Bearosche városához ér, melyet idegen seregek ostromolnak. Gawan az ostromzár alatt lévő hercegnek segít hűbérurával, Meljanz királlyal szemben. Gawan kibékíti a királyt a herceg lányával, Obieval. Miután megérkezik Gawan az istenítélet helyszínére Schanpfanzuba, Verguhlat király testvérével, Antikonie-vel keveredik szerelemi viszonyba. Gawant korábban éppen azzal vádolták meg, hogy Verguhlat apját ölte meg, éppen ezért jött Schanpfanzunba a kérdést istenítélet formájában tisztázni. Gawan közeledését a király testvéréhez, Antikoniehez félreértik, azt gondolják meg akarta erőszakolni. A város lakossága dühödten a fegyvertelen Gawanra támad, azonban Kingrimursel a lovagi etika szabályai alapján saját apjával szemben is megvédi Gawant, ugyanis korábban biztosította arról, hogy az istenítélet megkezdéséig nem érheti bántódás. A zavaros helyzet megoldására összeül a királyi tanács és a felek heves vita után kompromisszumot kötnek. A párbajt elhalasztják – erre a műben később sem kerül sor, miután később Gawan ártatlansága bebizonyosodik – és Gawanra ruházzák a király kötelességét, hogy megtalálja a Grált.

### Parzival Trevrizentnél (IX. könyv)
Wolfram a Parzival cselekményszállal folytatja a történetet, a főhős utolsó szerepeltetése óta a lovagregényben négy év telt el. Parzival továbbra is gyűlölettel tekint Istenre, ugyanis úgy érzi, hogy Isten nem teljesített kötelességét és nem segített neki a Grálkastélyban. Az elmúlt négy évben Parzival magányosan kalandozott a Grált keresve. 
Parzival harmadik alkalommal találkozik unokatestvérével, Sigunéval. Sigune még mindig halott kedvesét, Schianatulandert gyászolja, olyannyira, hogy befalaztatta magát koporsójával egy remetelakba, a napi betevőt a Grál kastélyból biztosítja neki Cundrie. Sigune megenyhül Parzivallal szemben és hajlandó vele beszélni.  
Egy-két héttel később Parzival nagypénteken találkozik bűnbánó zarándokokkal, akik felháborodnak azon, hogy Parzival megtagadta Istent és ezen a szent napon is fegyvert hord. Azt tanácsolják neki, hogy keresse fel egy közeli barlangban Trevrizentet, a szent remetét (Trevrizent Parzival anyjának testvére). Trevrizentt hosszú beszélgetések segítségével vezeti rá Parzivalt a keresztény hitigazságokra. Megérteti Parzivallal, hogy Isten segítségét nem lehet kikényszeríteni, ugyanis Isten jóakarata az emberrel szemben egy kegyelmi állapot, melyben az Isten akaratát elfogadók részesülhetnek. Trevrizent bevezeti Parzivalt a Grál rejtelmeibe is. A Grál Trevrizent elbeszélése szerint egy olyan értékes kő, melyet életerőt közvetít. Minden évben nagypéntek napján a Grál erejét egy, az égből alászálló ostya újítja meg. Ekkor egy írás is megjelenik a Grálon, mely utasítást ad, kit kell felvenni a Grál lovagjainak körébe. Trevrizent szerint lovagias tettekkel és harcokkal – ahogy ezzel Parzival és Gawan próbálkozott – nem válhat senki a Grál lovagjává. A Grál királyává is csak az válhat, akit maga a szent kő kiválaszt. Anfortast is csak úgy szabadulhat meg szenvedéseitől, ha egy új Grálkirályt nevez meg a kő. Ekkor tudja meg Parzival, hogy a Grálon megjelenő írás őt nevezte meg Grálkirályként, amennyiben Parzival nagybátyáját megváltja, a szenvedéseire vonatkozó kérdés feltételével. Trevrizent bibliai példákkal illusztrálja az ember eredendő bűnét (paradicsomi bűnbeesés, Ábel és Káin testvérgyilkossága). Parzival a barlangban sanyarú, aszkétikus körülmények között él. Mielőtt elhagyná a barlangot Trevrizent feloldozza korábbi bűnei alól (Parzival korábbi bűnei: anyja belehalt, mivel elhagyta, megölte rokonát Ithert, nem váltotta meg kérdésével nagybátyát Anfortast).

### Gawan és Orgeluse (X–XIII. könyv)
Gawan is közel négy évet kalandozik a Grált keresve. Kalandozásai során egy hölggyel találkozik, aki egy hársfa alatt ül és Urjans lovagot tartja a kezei között. Gawan olyan jól képzett lovag, hogy sebészeti ismeretekkel is rendelkezik. A hölgynek azt tanácsolja, hogy egy hársfaággal szívja ki a felgyülemlett vért. Az ily módon megmenekült lovag elmondja Gawannak, hogy a közeli Logrois várában egy szépséges hölgy, Orgeluse lakik, akinek már sok lovag udvarolt. Gawan fellovagol Logrois várába, ahol találkozik Orgeluse-val. Bár a hölgy durván elutasító Gawannal szemben, mégis közösen kilovagolnak a várból. Ekkor találkoznak Malkreatürrel (ófrancia male creature azaz gonosz lény) Cundrie testvérével. Gawan leteperi Malkreatürét, aki ezután mozdulatlanul a földön marad. Gawan és Orgeluse visszatérnek a hársfához, Malkreatür lova követi őket. Gawan a lovaglás alatt gyűjtött gyógynövényekkel meggyógyítja a lovagot, aki ezután felpattan Gawan lovára, Gringuljete-re és elmondja, hogy elérkezett a bosszú ideje: Gawan ugyanis a lovagot megalázta Artúr király udvaránál, ezért most elgétételként a lovag elköti Gawan lovát. Gawan kénytelen Malkreatür lesoványodott lován folytatni útját.  Orgeluse továbbra is lekicsinylően beszél Gawanról az út során, majd amikor egy folyóhoz érnek elválnak útjaik.  
Gawan tovább kalandozik: egy párharcban visszaszerzi lovát, majd Plippalinot révész segítségével átkel egy folyón, aki befogadja házába. Gawan Plippalinottól tudomást szerez Schastelmarveil váráról (elvarázsolt kastély, az ófrancia chastel szóból Wolfram szóalkotása), Plippalnot azonban nem akar túl sokat mesélni a kastélyról, attól fél ugyanis, hogy ha Gawan kalandozni indul és vendégeskedik tovább nála. A révész végül belátja, hogy nem tudja visszatartani Gawant, ezért egy régi, erős pajzsot adni neki, figyelmezteti a rá váró veszélyekre és végül nevén nevezi az országot, amiről mesélt neki. Külön felhívja a figyelmét egy varázságyra és további jó tanácsokkal is ellátja a lovagot (tartsa magánál fegyverét a várban, a varázságyra feküdjön rá és várjon). 
Gawan ellovagol Schastelmarveil várához, lovát a révész tanácsának megfelelően a kapuban álló kereskedőre bízza. Schastelmarveil ura a kasztrált varázsló Klingsor.  Gawan belép a várba, melynek udvara teljesen elhagyatott. A várban két csapda is van: a tükörsima, csúszós padló és a varázságy. Gawan ráugrik az ágyra, mely ezután vadul ide-oda mozogni kezd a teremben, hogy megszabaduljon Gawantól. Gawan pajzsát a feje fölé húzva Istenhez kezd imádkozni, aminek hatására az ágy „megszelídül”. Gawan további támadásokat kell hogy kivédjen (500 kőhajító és 500 számszeríj támad rá), majd egy halpikkellyel borított óriás lép a terembe, aki becsmérli, de egyben figyelmezteti a további veszélyekre is. Ezután egy oroszlán támad Gawanra, a lovag azonban legyőzi. Gawan a harcoktól annyira legyengült, hogy eszméletlenül a pajzsára esik, azonban ekkora már megtörte a varázst és ezzel elfoglalta a várat. 

### Parzival és Feirefiz (XV–XVI. könyv)

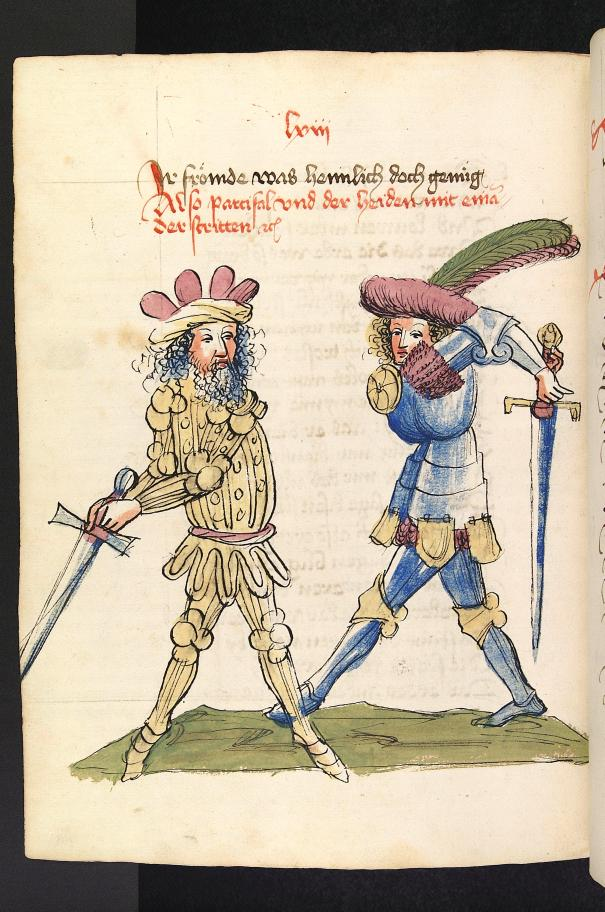
Parzival párharca féltestvérével, Feirefizcel (Bibliotheca Palatina 339., 1. könyv, 540v oldal)

Parzival egy erdőben egy római, pogány lovaggal találkozik, aki 25 ország felett rendelkezik. Erejét felesége, Sekundille irányában tanúsított szerelméből nyeri. Ez a lovag nem más, mint féltestvére Feirefiz. Párharcra kerül sor, melynek során Parzival kardja Gahavieß kettétörik. Ez az a kard, amit Ithertől szerzett meg becstelen módon. Feirefiz békét ajánl Parzivalnak, hiszen fegyvertelen ellenséget legyőzni nem hoz dicsőséget egy lovagnak. Feirefiz leveszi sisakját, ekkor láthatóvá válik, hogy bőre ugyanolyan fekete-fehér mint a szarka tollazata. A feltestvérek egy csókkal szentesítik a békét, majd Feirefizt felveszik a kerekasztalt lovagjai közé. 
Megjelenik Cundrie la Surziere, arcát kendővel takarja el. Cundrie korábban megátkozta Parzivalt, mivel nem szabadította meg a lovag Anfortas királyt szenvedéséitől. Ezúttal Cundrie bocsánatot kér Parzivaltól, aki túl tud lépni a sérelmén és elindul féltestvérével, Feirefizcel Munsalvaesche várába, hogy megszabadítsa Anfortast szenvedéseitől. Cundrie elmondja azt is, hogy Parzival az új Grálkirály. Parzival felteszi nagybátyájának a megfelelő kérdést, így Anfortas megszabadul szenvedéseitől. Parzival ezután visszatér feleségéhez, Condwiramurshoz és viszontláthatja gyermekeit. Parzival apja hűbérbirtokait fiának Kardeißnek adja, majd feleségével, és másik fiával Loherangrinnal visszatér Munsalwaesche várába.
A Grálkastélyban a szűz Repanse de Schoye a díszterembe viszi a Grált, mely étellel és itallal tölti meg az asztalokat. Feirefiz, mivel pogány, nem látja a Grált. Feirefiz szerelemre lobban Repanse iránt, aminek hatására elfelejti első feleségét Sekundillét. Feirefiz hajlandó megkeresztelkedni, ha Repanse az övé lehet. A keresztelő után Feirefiz számára is láthatóvá válik a Grál. Cundrie egy-két nappal később azzal a hírrel érkezik, hogy Sekundille meghalt.  
Loherangrin felnő és erős férfi válik belőle.

## Szövegkiadások, fordítások

### Újfelnémet fordítások
A középkori német irodalmi művekből a Parzival maradt fent a legtöbb szövegváltozatban, mely a mű olvasottságát és népszerűségét is bizonyítja. Jelenleg 82 Parzival-kéziratot tartanak számon, ebből 15 teljes, 67 töredék, ezeknek zöme a 13. és 14. századból származik. A 16. század után a szöveg feledésbe merült, a kora felvilágosodás korában jelent meg az első verses formájú modern fordítás.  
Az első kritikai kiadás a középkori német irodalom kiemelkedő kutatója, Karl Lachmann nevéhez kötődik . Lachmann a kéziratokat két csoportra osztotta (D és G verzió), továbbá a szövegkiadásban a díszes iniciálék alapján 16 könyvre tagolta a művet, ezen belül 30 soros szakaszokat is megkülönböztetett, melyek kezdetét külön nagybetűvel jelölte (ezeket a modern kiadásokban gyakran elhagyják, miután ez a felosztás a kutatók körében vitatott). Mai napig nem állapítható meg pontosan, melyik változat áll a két említett verzió közül közelebb Wolfram eredeti költeményéhez.  
Az eredeti középfelnémet szöveg 19. századi kiadása óta számos újfelnémet fordítás készült. A régebbi, verses fordítások megtartották a rímeket, így azonban az eredeti szöveget tartalmát nem tudták pontosan visszaadni. A prózafordítások jobban tükrözik a szöveg eredeti értelmét, ugyanakkor ezeknél a változatoknál elveszik a Parzival költőisége és kifejezőereje. Ugyanakkor jól sikerült fordításának számít Peter Knecht prózai átültetése.   
Dieter Kühn megtartotta a verses formát, ugyanakkor lemondott a kettősrímekről, így ötvözte a prózai és verses fordítás előnyeit. 

### Magyar fordítás
A Parzivalt az ezredfordulóig csupán részben ültették át magyar nyelvre. Ennek oka részben abban keresendő, hogy a világirodalom legfontosabb műveit magyarra fordító nyugatosok között senki sem specializálódott a középkori német irodalomra, melyhez a középfelnémet nyelv ismerete vagy egy szaklektor közreműködése elengedhetetlen.  
A legteljesebb magyar fordítás 2006-ban jelent meg Tandori Dezső tolmácsolásban. Tandori megtartotta a páros rímeket, a fordítás során azonban lemondott az eredeti szöveg "archaizáló" fordításáról. A legnagyobb kihívást nem is a rímes szerkezet jelentette, hanem a középfelnémet nyelv sajátos tömörsége, a kifejezések többértelműsége és Wolfram tudatosan homályos megfogalmazásai.  A magyar szöveg szaklektorálást a német középkori irodalomra szakosodott Vizkelety András végezte el, a szöveg értelmezése szempontjából hasznos jegyzeteket tanítványa, Nagy Márta írta.   
Az alábbi példa a Parzival első sorainak középfelnémet eredetijét, valamint az újfelnémet (Dieter Kühn) és a Tandori-féle magyar fordítást tartalmazza:    
| Ist zwîvel herzen nâchgebûr, daz muoz der sêle werden sûr. gesmæhet unde gezieret ist, swâ sich parrieret unverzaget mannes muot, als agelstern varwe tuot. der mac dennoch wesen geil: wand an im sint beidiu teil, des himels und der helle. | Wenn das Herz mit Zweifeln lebt, so wird es für die Seele herb. Häßlich ist es und ist schön, wo der Sinn des Manns von Kraft gemischt ist, farblich kontrastiert, gescheckt wie eine Elster. Und doch kann es gerettet werden, denn er hat an beiden teil: am Himmel wie der Hölle. | Ha kétség dúl a szíveken, keserv az és veszedelem. Hű erejét ha férfi hol rontja, hol tetézi, mint kétszínű szarka: üdv jár s gyalázat rajta. Még szépen van az ingatag, Mennye is, pokla is akad, |
| --- | --- | --- |

## A Parzival értelmezése

### Értelmezési problémák áttekintése
Karl Lachmann 19. századi szövegkiadása óta a Parzival számos értelmezése jelent meg. A kutatások középpontjában két kérdés állt: mennyiben tekinthető Parzival bűnösnek ill. pontosan honnan származik és hogyan értelmezendő Wolfram Grál-ábrázolása. 
Bár Parzival bűnösségének kérdését teológiai szempontból is vizsgálták, a szöveg értelmezése alapján Wolfram ismeretei vallási jellegű kérdések tekintetében nem léptek túl egy laikus hívő problémafelvetésein.  
A kutatás mai napig nem tudta megnyugtatóan tisztázni, pontosan honnan származnak Wolfram Grálra vonatkozó ismeretei. Feltűnő mindenesetre, hogy Wolfram elképzelése a Grálról Chrétien leírásával és a kelta mitikus forrásokkal sincsen összhangban. Amennyiben elfogadjuk a Wolfram által említett Kyot nevű szerzőt valós forrásként – akit Wolfram provanszál szerzőnek nevez – azt is el kell fogadni, hogy a Grál-motívum gyökerei egy másik kultúrkörben keresendők. Kyot említése kapcsán az is felvetődik, hogy Wolfram mennyiben próbált szerepeltetésével a történet fikciós jellegére utalni. 
A Parzival-kutatók nagyrészt egyetértenek abban, hogy a Chrétien által írt Percevalt is figyelembe kell venni a Parzival értelmezése során. Az összehasonlításból kiderül, hogy Wolfram a forrásként szolgáló mű cselekményét, alakjait, stílusát a felismerhetetlenségig átdolgozta. Wolfram Chrétienhez képest másképp mutatja be a lovagi világot (a Grál lovagok és Artúr lovagjainak ellentétes jellege), bonyolult és szerteágazó rokoni kapcsolatokat teremtett a szereplők között (hangsúlyozva az anyai ág fontosságát). Új elem Wolframnál a Közel-Kelet bemutatása a mű kezdetén és végén, mely keretbe foglalja a történetet. A Parzivalt Wolfram kommentárjai, humora, az olvasóval való folyamatos „kommunikáció” nem csak megkülönbözteti Chrétien művétől, hanem a középkori irodalom egyedülálló alkotásává is teszi. 

### Az egyes szakaszok értelmezése

#### Gahmuret kalandjai
A Közel-Keletet a középkori irodalomban – a helyszín ismeretének hiányában – leggyakrabban meseszerűen ábrázolják. Wolfram ezzel szemben viszonylag valósághűen ábrázolja a „napkelet” világát, a keresztény-pogány konfliktus helyett az ott élő népek egymás közötti harcát mutatja be. 
Wolfram Belacane királynőt a kor előítéletinek megfelelően ábrázolja, miszerint a sötét bőrű emberek alacsonyabb rendűnek tekintendők. Ugyanakkor azt is kiemeli, hogy Belacane belső tulajdonságait tekintve igen erkölcsös, így gyakorlatilag kereszténynek számít. 
Herzeloyde és Belacane történetében közös vonások fedezhetők fel: mindkét királynő férfit keres maga mellé a trónra, Gahmuret mindkét szereplő ellenségeit legyőzi és házasságra lép velük. Mindkét esetben elhagyja Gahmuret feleségét és csak ezután születnek meg az utódok. 

#### Parzival ifjúsága és neveltetése
Parzival fiatalkori jellemét Wolfram a thumbheit középfelnémet szóval jelöli. Ez egyrészt jelöli a gyermeki együgyűséget, de a társadalmi normák ismeretének hiányát is. Amikor Parzival elhagyja Soltane védett és idilli világát egy olyan világba kerül, ahol cselekedeteink következménye van: rossz cselekedeteivel bűnöket követ el, akkor is, ha ennek ő maga nincsen tudatában. 
Herzeloyde alakja ambivalens: egyrészt szerető védelmező anya, másrészt a Parzivalnak adott tanácsok miatt közvetve felelős a fia által elkövetett bűnökért. 

#### Parzival a Grál kastélyban
Parzival Gurnemanznál töltött ideje fontos fejlődése szempontjából, hiszen itt ismerkedik meg a lovagi erényekkel és harcmodorral. Ugyanakkor továbbra is jellemzi a thumbheit, hiszen Anfortas személyében nem ismeri fel nagybátyáját és az sem tűnik fel neki, hogy a Grál királya szenved. Parzival kiforratlan jelleme abban is megmutatkozik, hogy Gurnemanz tanácsát szó szerint vette (ne tégy fel felesleges kérdéseket) és nem mer Anfortas állapotáról érdeklődni. 
Cundrie megformálása egészen sajátos és ellentmond a kor felfogásnak, miszerint az ember külsejéből belső tulajdonságaira is lehet következtetni, hiszen a rendkívül csúf Cundrie erkölcsileg makulátlan. 
A mű megértése szempontjából kulcsfontosságú a vércsepp-jelenet interpretációja.  A jelenetre pont akkor kerül sor, amikor Parzival a Grál lovagokkal már megismerkedett és elindul, hogy újra elmenjen Artúr királyhoz. A vércseppek látványa felidézik szerelmét, az utána következő transz-állapot pedig saját lelkiállapotát tükrözi, a választás nehézségét a szerelem és a világi lovagok, valamint a Grál közössége között.  

#### Parzival Trevrezintnél
Parzival hosszú kalandozásai során „kiesik” az időből, éppen ezért számára a nagypénteknek sincsen jelentősége. Trevrizent magyarázza el neki, hogy valójában milyen rég óta kalandozik. 
Trevrizent tanításainak legérdekesebb része a Grálról szóló szakasz, különösen a Grál megnevezése mint „lapsit exillis”. A lapsit minden bizonnyal a lapis (latin kő) szó hibás írásmódja, a teljes kifejezés megfejtésre számos javaslat született (égi kő, Lucifer köve, bölcsek köve, Nagy Sándor köve). Wolframnál a Grál első őrzői azok a „semleges” angyalok, akik Isten és Sátán párharcában nem avatkoztak bele az eseményekbe. 

#### Gawan és Orgeluse
Gawan személyiségének egy érdekes aspektusa, hogy sebészi ismeretekkel is rendelkezik, ami a középkor lovagjaira egyáltalán nem volt jellemző. A Gawan által leírt operáció egy középkori arab orvosi szövegből ismert eljárás, mely latin fordításban Európában is ismert volt. Wolfram majdnem egy az egyben átvette a verses regénybe az eljárás leírását. 
Orgeluse személyiségnél Wolfram egy újabb példát hoz arra, hogy a külső és belső tulajdonságok nincsenek feltétlenül összhangban: a szépséges Orgeluse trágár módon beszél és megalázza Gawant.  
Az irodalomtudományban a varázskastély mozgó ágyának értelmezésre különböző elméletek születtek. Egyrészt szimbolizálhatja Gawan viszonzatlan szerelmét Orgeluse iránt és a kapcsolat ambivalens jellegét. Másrészt általános társadalomkritikának is tekinthető, mint a minne, a testiséget háttérbe szorító szerelem koncepciójának ironikus kritikája.  

#### Parzival és Feirefiz
Parzival és Feirefiz harca párhuzamban áll Parzival és Ither korábbi párviadalával – utóbbit Trevrizent káini testvérgyilkosságnak nevezte, hiszen a két lovag rokoni viszonyban állt. Parzival a Feirefiz elleni harcban az Ither által zsákmányolt karddal harcol, mely egy isteni beavatkozás következtében kettétörik. A testvérek közötti harc Parzival fejlődése szempontjából azért is fontos, mivel első alkalommal veszít a csatatéren.  

### Költészeti fejtegetések és önreflexió
Wolfram a Parsifalban számos helyen reflektál a költészetre általában és saját költészetére is. Erre az alábbi helyeken kerül sor: 
| Elnevezés                     | Szöveghely      |
| ----------------------------- | --------------- |
| Prolgógus – Szarka hasonlat   | 1,1 – 4,26      |
| Önvédelem                     | 114,5 – 116,4   |
| Második prológus              | 116,5-27        |
| Íjhasonlat                    | 241,8-30        |
| Első Minne kitekintés         | 291,1 – 293,16  |
| Keie kitekintés               | 296,13 – 297,29 |
| Parzival első epilógus        | 337,1-30        |
| Gawan prológus                | 338,1-30        |
| Kaland (aventiure) kitekintés | 433,1 – 435,1   |
| Kyot kitekintés               | 453,1 – 455,22  |
| Ádám kitekintés               | 518,1 – 519,1   |
| Második Minne kitekintés      | 532,1 – 534,8   |
| Harmadik Minne kitekintés     | 583,1 – 587,14  |
| Epilógus                      | 827,1-30        |

A mű elején található szarka hasonlat nem csak etikai fejtegetésként értelmezhető. Wolfram megszólítja olvasóközönségét és előre felhívja figyelmüket arra, hogy a történet bonyolult lesz és csak az okos emberek lesznek képesek követni a költőt a történetek szövevényes útjain. Wolfram a szarka tarka tollazatát a történet sokszínűségével állítja párhuzamba. 
Az ún. "önvédelmi" szakaszban Wolfram lovagköltőnek nevezi és tudatosan megkülönbözteti magát más költőtársaitól (mint pl. Hartman von Aue). Meglepő állításának értelmezése, miszerint olvasni sem tud és a könyveket se tartja túl sokra, nem feltétlenül értendő szó szerint. Ez a szakasz inkább tekinthető ars poeticának, melynek lényege, hogy Wolfram saját hőseivel azonosul, és nem tekinti magát a világtól elvonult, elefántcsonttoronyban alkotó költőnek. 
Az "íjhasonlat" a mű tartalma szempontjából fontos helyen jelenik meg: Parzival elmulasztotta a Grálkastélyban feltenni a megváltó kérdést, majd miközben a szobájába vezetik egy ágyon fekvő idős embert pillant meg egy másik szobában. Az ajtót sietve becsukják és az olvasó se tudja meg, ki az ismeretlen öreg (később mondja csak el Wolfram, hogy Titurel, a korábbi Grálkirály feküdt a szobában). Ennek apropóján mondja el Wolfram, hogy a történetet úgy beszéli el, mint ahogy egy íjnál megfeszítik az ideget mielőtt kilövik a nyílvesszőt. Ezzel a hasonlattal Wolfram feltehetően arra utalt, hogy azért nem mond el minden információt, hogy az olvasókban feszültséget keltsen, mely mélyebb nyomot hagy, mint a hagyományos, minden információt közlő elbeszélői forma.
A Gawan prológusban Wolfram Gawan első szerepeltetése előtt megmagyarázza, miért került be a hős lovag a verses regénybe. Wolfram ebben a harmincsoros szakaszban kifejti, hogy Gawan ellensúlyt képez, nélküle Parzivalt egyoldalúan és túlzottan dicsőítené a mű. 
Az aventiure-vel kapcsolatos kitekintés a regény újabb kulcsjelenete után, Parzival és Treverezint nagypénteki találkozását követően szerepel a műben, folytatva a Parzival cselekményszálat.  Wolfram a megszemélyesített Frou Aventiure-vel (Kaland asszony) beszélget, aki kopogtat és a költő szívébe kér bebocsátást. A költő Parzival sorsáról kér felvilágosítást és ezzel az olvasó számára felidézi az eddig történt eseményeket, melyeket nehéz lenne követni, hiszen az előző könyvben Gawan kalandjairól volt szó. 

### A Parzival magyar recepciója
A magyar irodalomtörténetben elsőként a germanisztika mutatott érdeklődést a Parzival iránt. Heinrich Gusztáv kiemeli Wolfram költészetének egyedi hangját és újító szellemét, ugyanakkor hangsúlyozza „népies” jellegét is. Heinrich elismerően nyilatkozik Wolfram költői tehetségéről (gazdag szókincs, új szavak alkotása, többértelműség, nyelvi rejtvények) és humoráról („Wolfram humorista, a német középkornak az egyetlen igazi humoristája”). 
Wolfram Parzivalja hatalmas, nagyszerű alkotás, mely nemcsak a grál-monda szempontjából érdemel figyelmet. Szerkezete, alapgondolata, lélektani tendencziája egyaránt a középkor egyik legkiválóbb termékévé teszik. 
A Parzival központi témája Heinrich szerint nem a kalandokban keresendő, hanem a Grál-téma feldologzásban és Parzival személyiségfejlődésében. A mű egyik alapkonfliktusának a kereszténység és pogányság, valamint az alsóbb és felsőbb lovagság közötti ellentéteket nevezi meg – utóbbinak képviselői Parzival és Gawan.  Heinrich a téma forrását tekintve a modern germanisztikához hasonlóan szkeptikusan áll Kyot létezéshez.
Szerb Antal a Világirodalom története című művében kiemeli, hogy Wolfram áttörte a lovagi költészet udvari konvencióit és a Grál mondakör egy „elmélyített” változatát alkotta meg. Újításnak tekinti, hogy Parzival lovagi szerelme felesége iránt nem csak tettekben nyilvánul meg, hanem intenzív érzelmi viszonyt is jelent. Wolfram stílusát „barokkosan egyéninek” nevezi Szerb, kiemelve a francia nevek németesítésnek sajátos jellegét és meglepő képzettársításait. Szerb állítása, miszerint Wolfram biztosan nem tudott franciául a modern szakirodalomban vitatott állítás. 
Kozáky István Walter Johannes Stein könyve kapcsán foglalkozott a Katolikus Szemlében a Parzival és különösen a Grál-probléma asztrológiai és vallástörténeti aspektusaival. Kozáky azzal magyarázza a Parzival forrásai körül kialakult bizonytalanságot, hogy Wolfram a középkorban közismert heretikus és apokrif iratokból származó információkat emelt be a műbe és Kyot szerepeltetésével éppen, hogy el akarta kendőzni forrásait. Kozáky Stein ezoterikus fejtegetéseit mindenesetre túlzónak tekinti és inkább arra az álláspontra helyezkedik, hogy a Grálról szóló fejtegetések elsősorban az írói fantázia termékének tekintendők.  

## A Parzival és Wagner Parsifalja

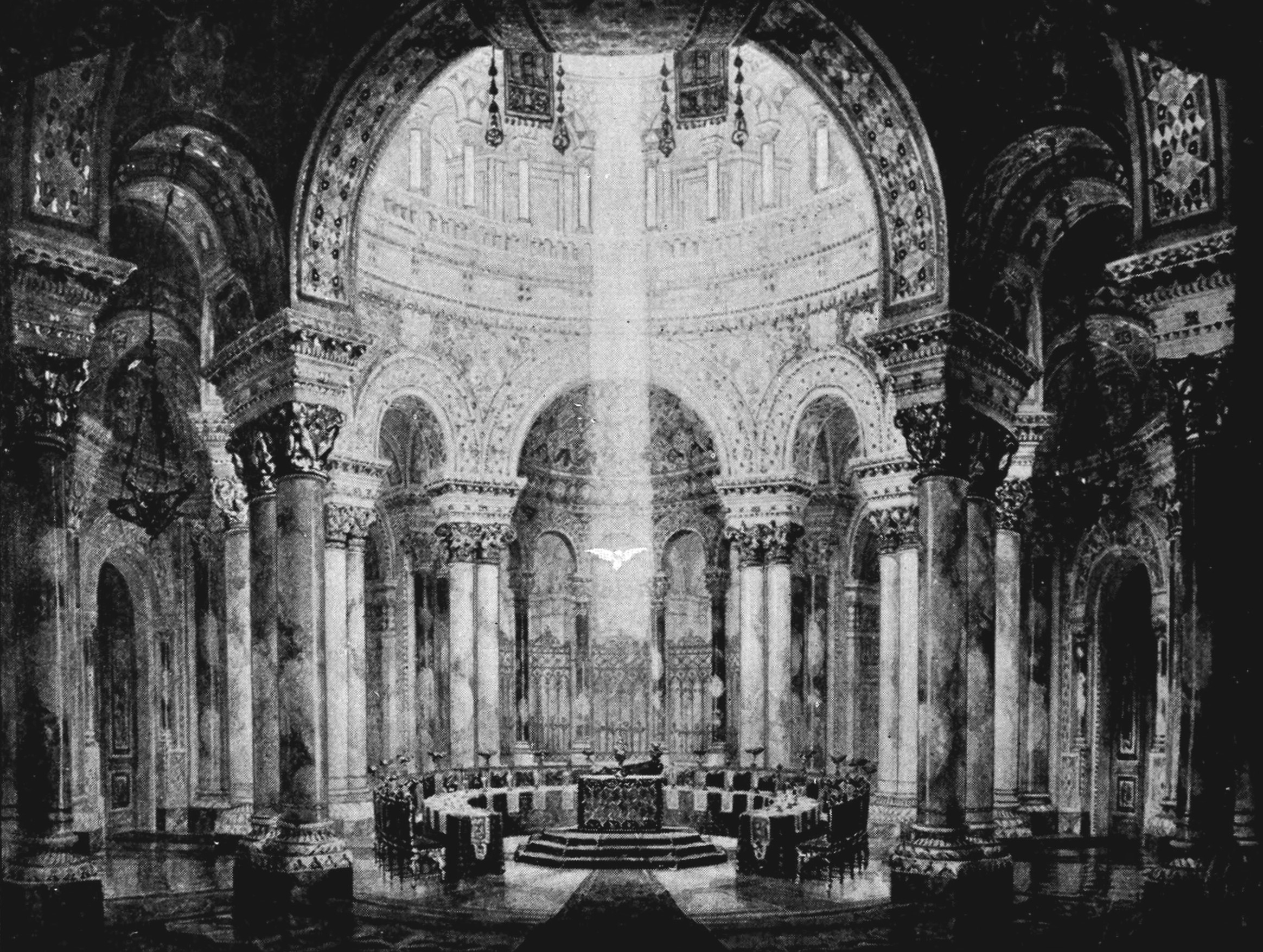
A Grálkastély – Wagner Parsifal című operájának színpadképe

A Parzival legismertebb modern művészi feldolgozása Richard Wagner Parsifal című operája.  Wagner nagyon sokáig a Parzifal címet szánta az operának. Parzivalt Wagner már a Lohengrin című operában is szerepeltett egy sor erejéig ("A trónon Parsifal, jó atyám, fényben, Szent bajnoka, én Lohengrin vagyok!" – Harmadik felvonás, harmadik jelenet). 
Wagner feltehetően 1845-ben kezdett el foglalkozni Wolfram Parzivaljával. Az opera első változata 1857-ben készült el, azonban ezt a verziót Wagner elvetette és mai napig nem került elő ennek a változatnak a kézirata. Az első prózai változat elkészítése további 8 évet vett igénybe, végül a kész mű az eredeti wolframi történettel (a személyektől és egy-egy cselekményszáltól eltekintve) már alig mutatott rokonságot.  

Ennek az átalakításnak az eredménye, hogy Wagner a kalandok és a szerelemi szálak helyett Parzival személyére, a Grál lovagjainak közösségére és a megváltás motívumára koncentrált. Erre a transzformációra Richard Cavendish szerint az alábbi módon került sor:  
Kezdetnek ott voltak a régi kelta történetek az életet és a túlvilági megújulást hozó mágikus edényekről, amelyeket a hősök megpillanthattak, sőt némelykor el is hozhattak magukkal. A középkori írók magukévá tették és keresztény kereteik közé illesztették a témát, mivel megéreztek benne egyfajta homályos, mélységes jelentést, amely szorosan összefügg a hősök halált legyőző keresésmotivumával. (...) Az egyik tradíció vagy legendakör szerint egy kórtól meggyötört és megnyomorított király országa káoszba hullik, vagy átkos varázslat sújtja.
Bryan Magee angol filozófus szerint Wagner a meglehetősen szerteágazó Parzival forrásokat természetes módon foglalja egységbe.     
Wagner erősen átalakította Kundry (Wolfrámnál Cundrie) alakját is: míg a lovagregényben Cundrie külsőleg egy rendkívül csúf szörnyeteg, aki belső tulajdonságait tekintve igen erkölcsös, Wagner Kundryja egyfajta megduplázott személyiséggel rendelkezik (hol segítőkész és erkölcsös, hol gonosz és ártó). Gurnemanz sok tekintetben megfelel Wolfram hősének, azonban az operában Gurnemanz nem a lovagi viselkedésre tanítja Parsifalt, hanem a Grál és Grál lovagok közösségének rejtelmeibe vezeti be a főhőst. Wagner az operában utal Parzival/Parsifal nevének perzsa eredetére (fal parsi – jámbor balga), mely azonban nem Wolframtól származik és tudományos alapja sincs.   

## Magyarul
- Wolfram Parzivaljának bevezetése; ford., jegyz. Travnik Jenő; Egyházmegyei Ny., Győr, 1927
- Parsifal, a XXI. század embere; Wolfram von Eschenbach műve alapján összeáll. Bistey Zsuzsa, ill. David Newbatt; Arkánum Szellemi Iskola, Ispánk, 2003
- Parzival, 1-2.; ford. Tandori Dezső, jegyz. Nagy Márta; Kláris, Bp., 2004 (Cháris könyvek)
- Parzival; átdolg. Mesterházy Mária; Genius, Bp., 2022
- Parsifal; Wolfram von Eschenbach nyomán szöveg Szentkúti Márta; Lemniszkáta Meseház Bt., Keszthely, 2022 (Castellum könyvek)

### Fordítások

#### Németül
- Wolfram von Eschenbach: Parzival (2 kötet), az eredeti középfelnémet szöveget is tartalmazza, Karl Lachmann kiadása alapján átdolgozta és kommentárral ellátta:  Eberhard Nellmann, fordította: Dieter Kühn, Frankfurt am Main 1994, ISBN 3-618-66083-9

- Wolfram von Eschenbach: Parzival und Titurel, német fordítás, fordította és magyarázatokkal ellátta: Karl Simrock, Stuttgart, 1883, online elérhető, (hozzáférés: 2021.április 30)
- Wolfram von Eschenbach: Parzival, kizárólag a német fordítást tartalmazó kiadvány, fordította: Dietmar Peschel, Erlangen, 2017, eISBN: 978-3-96147-098-3, online elérhethő, (hozzáférés: 2021.április 30)

#### Magyarul
- Werner Heiduczek: Parszifál, fordította Koncsek László; Móra, Budapest, 1979, ISBN 9631114694
- Parzival (2 kötet); fordította: Tandori Dezső, illusztrálta: Malgot István, jegyzetekkel ellátta: Nagy Márta; Kláris, Budapest, 2004, ISBN 9638631899

### Szakirodalom
- Heinrich Gusztáv: A német irodalom története 1. – A MTA Könyvkiadó Vállalata 48., Budapest, 1886

- Heinrich Gusztáv (szerk.): Egyetemes irodalomtörténet. 3. kötet Kelták és germánok, Budapest, 1907

- Hermann Reichert: Wolfram von Eschenbach: "Parzival" für Anfänger, Praesens Verlag, Bécs, 2007

- Joachim Bumke: Wolfram von Eschenbach, Stuttgart, 2004, ISBN 3-476-18036-0

- Dieter Kühn: Parzival, Frankfurt am Main, 1986, ISBN 9783458330288

- Jörg Arentzen, Uwe Ruberg (szerkesztők): Die Ritteridee in der deutschen Literatur des Mittelalters, Wissenschaftliche Buchgesellschaft, Darmstadt, 2011, ISBN 978-3-534-24412-6

- Vizkelety András: A lovagság transzcendenciája – Parzival útjai, In: Ideje az emlékezésnek – liber amicorum – a 60 éves Marton József köszöntése, szerkesztett: Nóda Mózes [et al.] Budapest, 2010, 473–478. oldal
- Vizkelety András:  A kettős út képi es epikai megjelenítése a középkorban. In: Kép és szöveg, előadássorozat a Magyar Tudományos Akadémián, 2010. november 3. A Parzivalra vonatkozó rész: 3-4. oldal, online elérhető (hozzáférés: 2021.május 11.)